# Kloster Helgoland

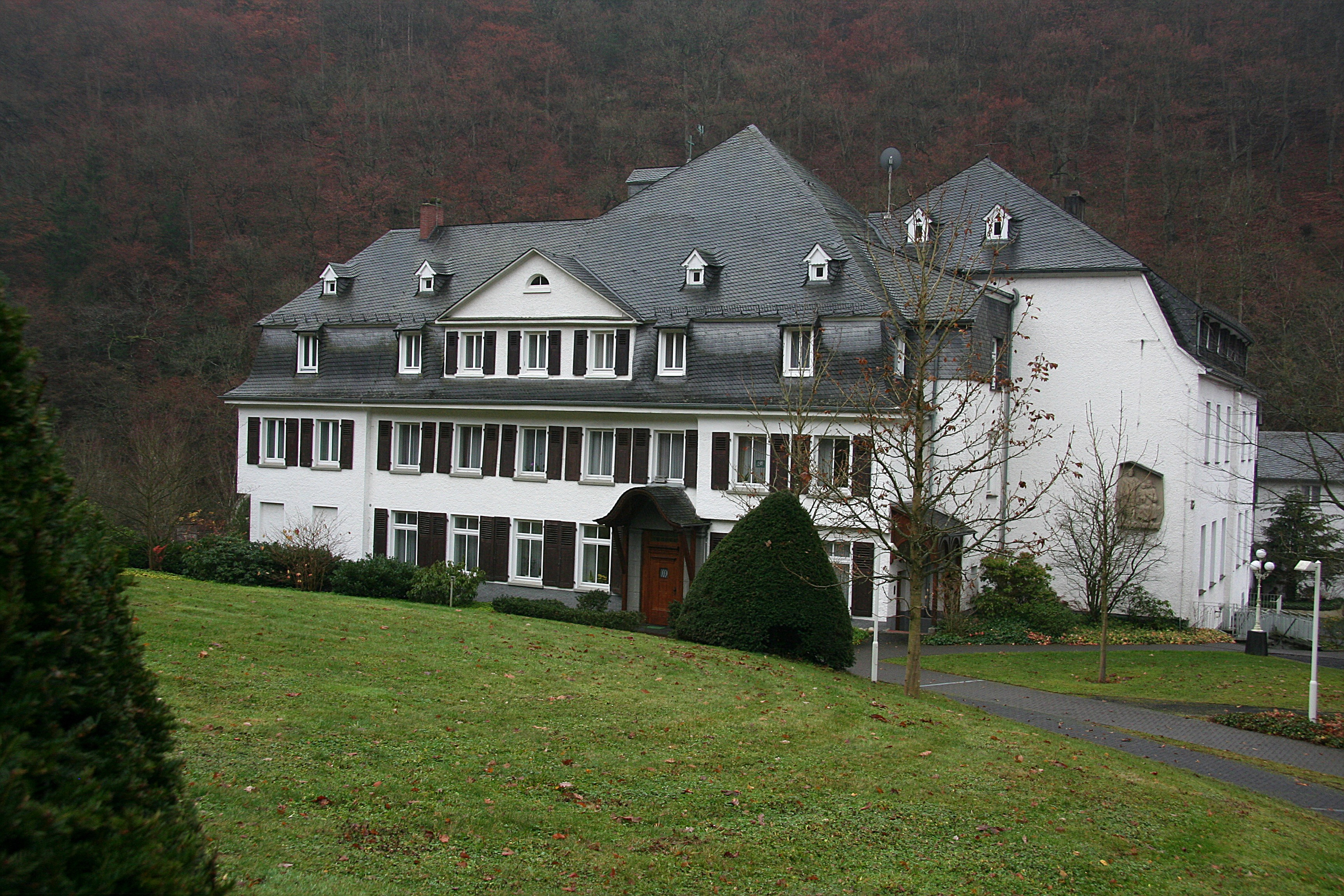
Kloster Helgoland

Das Kloster Helgoland war ein Haus der Franziskanerinnen von der Heiligen Familie. Es wurde zunächst als Mutterhaus gegründet, nachdem die Gemeinschaft 1921 aus Belgien ausgewiesen worden war.  Nahe Mayen in der Eifel übernahmen die Schwestern das Gebäude des Restaurants „Helgoland“.  Viele Lokale der Kaiserzeit führten damals den Namen der Insel, die ein Objekt nationaler Begeisterung war. Ende 2010 wurde das Kloster Helgoland geschlossen, weil dem Orden der Nachwuchs fehlte und die jüngste der letzten Schwestern bereits 70 Jahre alt war.

## Geschichte

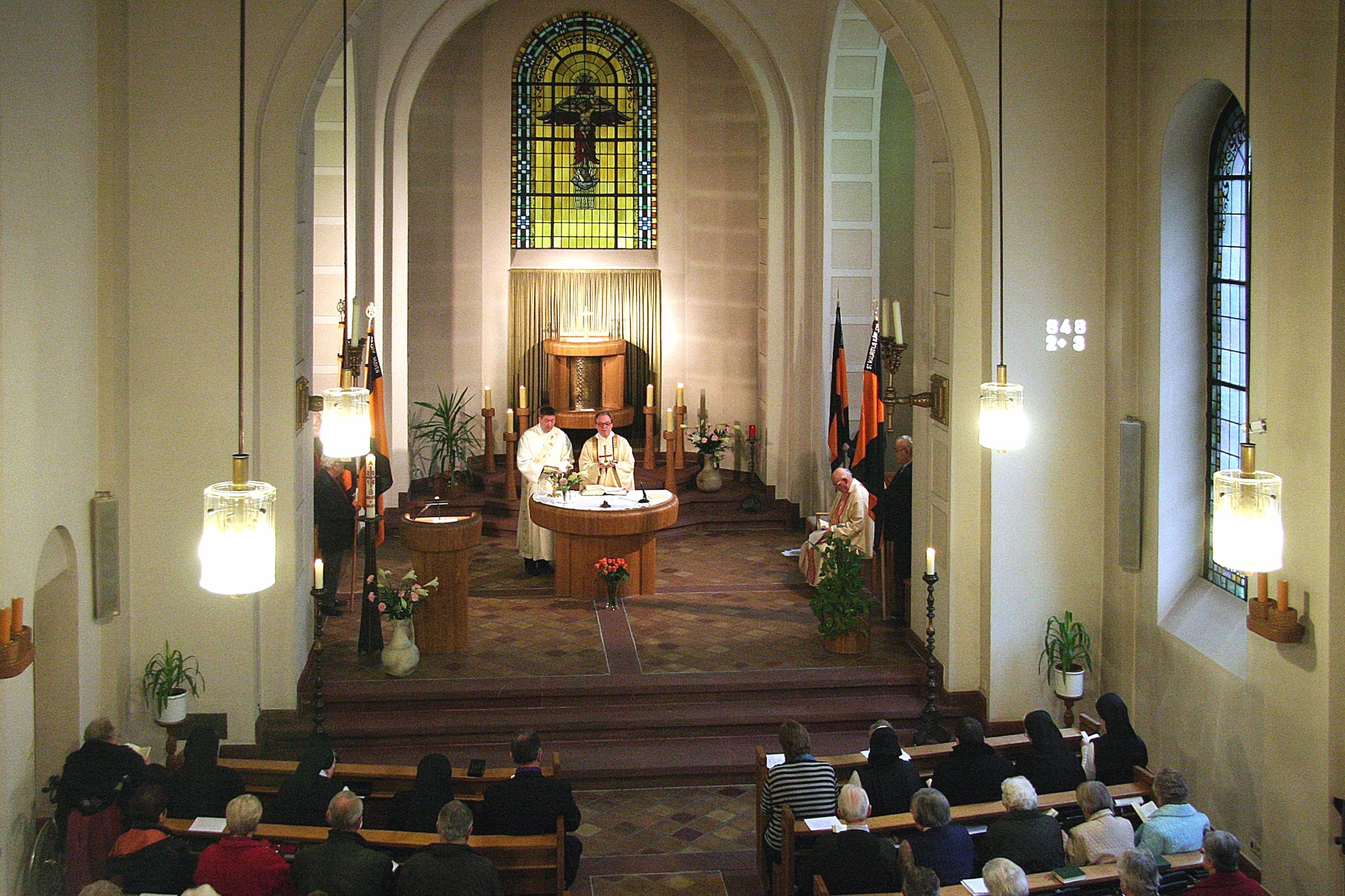
Letzter Gottesdienst in der Klosterkapelle am 9. November 2010

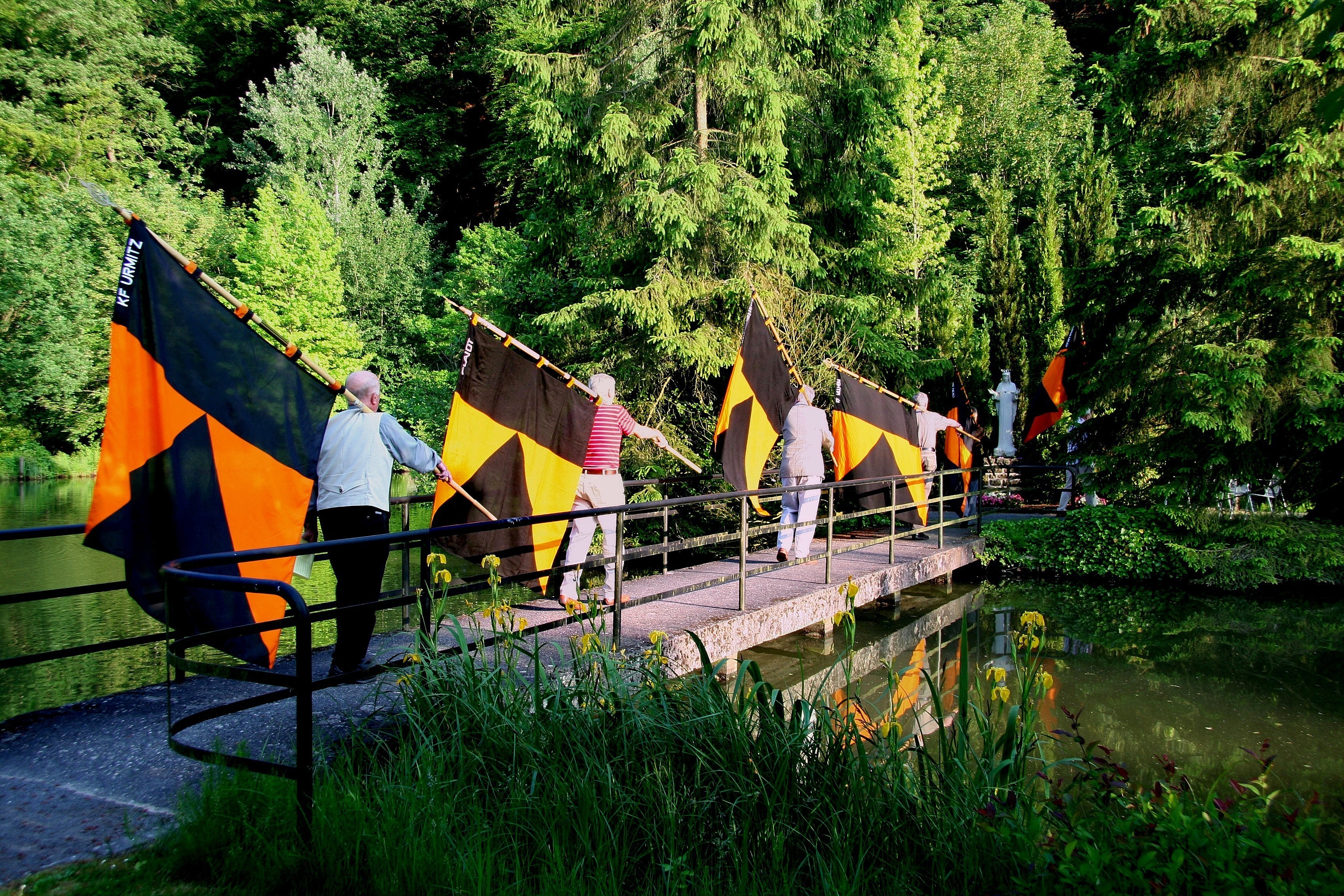
Prozession zur Marieninsel im Garten von Kloster Helgoland

Nach der Ordensgründung im Jahr 1857 hatten die Franziskanerinnen von der Heiligen Familie ihr Mutterhaus zunächst in Eupen. Seit 1875 war es in  Leuven, bis die Gemeinschaft im Jahr 1921 aus Belgien ausgewiesen wurde. Wie es heißt, empfahl Elisabeth Le Hanne, eine Tochter des Zentrumspolitikers August Reichensperger, den Franziskanerinnen ein Grundstück im Nettetal nordwestlich von Mayen, ein 57.400 m² großes Areal mit alten Gebäuden, auf dem am 1. Juli 1922 der Grundstein zum Kloster Helgoland gelegt wurde; geweiht wurde das Kloster im September 1923. 1994 wurde das Mutterhaus nach Eupen zurückverlegt.

### Haus des Gebets und der Besinnung
Die Schwestern betrieben ihr Kloster bei Mayen als Stätte des Gebets und der Besinnung wie auch als Tagungshaus. Eine ständige Einrichtung der letzten 20 Jahre im Kloster Helgoland waren die Bet- und Besinnungstage des Kolpingwerks Diözesanverband Trier, die auf eine Initiative der Koblenzer Dominikanerin Schwester Eva Maria Graef (1906–1997) zurückgingen. Nach dem Vorbild der Gebetswache zur ewigen Anbetung in der Wallfahrtskirche auf dem Lindenberg bei St. Peter im Schwarzwald wollte Schwester Eva Maria in ihrer näheren Umgebung Ähnliches einrichten und fand in dem Franziskanerinnenkloster bei Mayen den Platz, an dem ihre Idee Wirklichkeit wurde. Schon seit 1935 durfte in der Kapelle des Klosters rund um die Uhr ewige Anbetung gehalten werden, die inzwischen jedoch eine schwer erfüllbare Verpflichtung geworden war, nachdem sich die Zahl der Schwestern im Laufe der Jahre beträchtlich verringert hatte. Am 29. Mai 1989 kamen die ersten Männer und Frauen aus verschiedenen Kolpingsfamilien in das idyllisch gelegene Haus, um zu beten, aber auch Ruhe und Entspannung zu finden. Mit einem Gottesdienst, den Kolping-Diözesanpräses Thomas Gerber zelebrierte, und einem gemeinsamen Mittagessen endeten am 9. November 2010, dem 13. Todestag von Schwester Eva Maria, nach über 20 Jahren die Bet- und Besinnungstage im Kloster Helgoland.

### Ende nach 87 Jahren
Am Donnerstag, 30. September 2010, hatte Weihbischof Jörg Michael Peters in Anwesenheit von Abt Benedikt Müntnich (Maria Laach) und der Mayener Oberbürgermeisterin Veronika Fischer sowie zahlreicher Gäste mit den Schwestern Abschied von ihrem Kloster genommen, das sie aus Altersgründen aufgeben mussten. Die Oberbürgermeisterin würdigte Helgoland und sagte: „Ich bin mir sicher, dass der Geist dieses Klosters seine Schließung überdauern wird,“ und fügte hinzu: „All das, was uns in diesem Gebäude Gutes widerfahren ist, wird uns stets in Erinnerung bleiben.“
Acht der verbliebenen Schwestern zogen nach Polch in das Seniorenzentrum St. Stephanus, wo sie einen neuen kleinen Konvent einrichten konnten. Schwester Clarissa Zitschke, Ansprechpartnerin für die Gäste, hingegen ging nach Aachen in das Franziskushospital. Sie starb am 19. Oktober 2013 im 74. Lebensjahr.
Seit 2011 stand die Gesamtanlage des Klosters Helgoland mit dem denkmalgeschützten Gebäude mit 68 Zimmern, drei Apartments und der inzwischen profanierten Klosterkapelle zum Verkauf; gefordert war ein Kaufpreis von 2,1 Millionen Euro. Im März 2017 wurde es für 575.000 Euro an einen Investor versteigert. Das Mindestgebot war auf 365.000 Euro festgelegt.
Vorübergehend war geplant, die Immobilie in eine Senioreneinrichtung mit Tagespflege umzubauen. Dieses Vorhaben sei jedoch gescheitert.
Im Februar 2019 wurde bekannt, dass das ehemalige Kloster als Studentenwohnheim genutzt werden soll. Laut Vermieter sei das Anwesen „der perfekte Ort für alle Studenten, die die Vorzüge gemeinsamen Wohnens mit Ruhe und Privatsphäre über die vielfältigen Rückzugsmöglichkeiten kombinieren möchten“. Die angebotenen Zimmer seien zwischen 10 und 25 Quadratmeter groß.